# 1284 dans les croisades
- Mamelouks :        Al-Mansûr Sayf ad-Dîn Qala'ûn al-Alfi

Cette page regroupe les évènements concernant les Croisades qui sont survenus en 1284 :
- 12 février : mort d'Onfroy de Montfort, seigneur de Beyrouth et de Tyr[1].
- 26 mars : mort de Hugues III, roi de Chypre. Son fils Jean Ier lui succède[2].
- 11 mai : Jean Ier est couronné roi de Chypre[3].